# Butch Cassidy
Butch Cassidy, pravim imenom Robert LeRoy Parker (Beaver, Utah, 13. travnja 1866. –  blizu San Vicentea, Bolivija, 7. studenog 1908.), američki odmetnik, pljačkaš banaka i vlakova i vođa razbojničke bande Wild Bunch koja je bila zloglasna na Divljem zapadu.
Iako je djelovao aktivno kao kriminalac više od jednog desetljeća, uvođenje zakona i uprave u sve krajeve Divljeg zapada, širenje policijske mreže i osobito progon od strane Pinkertonove detektivske agencije, prisili su ga početkom 20. stoljeća na napuštanje SAD-a i odlazak prvo u Meksiko pa dalje na jug u Argentinu.
Njegov život je kasnije obrađen u književnosti, filmu i na televiziji, čime je postao i ostao do danas jedna od najpoznatijih ikona američkog Divljeg zapada.

## Životopis
Rodio se u doseljeničkoj mormonskoj obitelji i odrastao na obiteljskom ranču kraj gradića Circleville u američkoj saveznoj državi Utah. Kao tinejdžer pao je pod loš utjecaj radnika na ranču, starijeg konjokradice Mikea Casidyja koji ga je između 1884. i 1887. godine naučio krasti stoku i pucati revolverima. Od njega je uzeo kasnije lažno ime Cassidy.
Nakon što je napustio obiteljski dom klizio je na tankoj crti između putujećeg kauboja i odmetnika. Radio je na raznim rančevima između 1891. i 1892. godine, a neko je vrijeme radio i kao mesar u mesarnici u gradiću Rock Springs, Wyoming, po čemu je uzeo ime Butch, te se u konačnici prozvao Butch Cassidy, kako ne bi sramotio svoje poštene roditelje.
Godine 1894. uhićen je zbog krađe stoke te je proveo dvije godine u državnom zatvoru u Wyomingu. Uskoro je svoju urođenu inteligenciju, hrabrost i šarm upregao kako bi osnovao odmetničku bandu pljačkaša banaka, vlakova i rudarskih plaća, koja se 1896. godine prozvala Wild Bunch. Bandu su činili, do tada već zloglasni odmetnici Harry Longabaugh, poznat kao Sundance Kid; Harvey Logan, alias Kid Curry; Ben Kilpatrick, poznat kao Tall Texan; Harry Tracy, William Ellsworth Lay, poznat kao Elzy Lay i neki drugi. Pljačkajući na prijelazu između 19. i 20. stoljeća, Cassidy i njegova banda izvukli su najdulji niz uspješnih pljački banaka i vlakova u čitavoj povijesti Divljeg zapada. Međutim, budući da su djelovali u zadnjim desetljećima Divljeg zapada, kada su granica i željeznica već stigli do Tihog oceana, a divljina Zapada bivala sve naseljenija sa sve bolje organiziranim čuvarima zakona, bivalo je sve teže uspješno bježati pred zakonom. Kada je uprava željeznice unajmila Pinkertonovu detektivsku agenciju da ih ulovi, Butch Cassidy, Sundance Kid i Etta Place (vjerojatno djevojka pravim imenom Ann Bassett) odselili su preko južne granice u Južnu Ameriku gdje su kupili ranč u Argentini.
Poslije nekoliko godina tijekom kojih su se nastojali baviti poštenim poslom rančera, Butch Cassidy i Sundance Kid su se odlučili vratiti odmetničkom životu pljačkajući banke u državama Južne Amerike. Ne zna se točno kakav je bio njihov kraj, ali postoje priče da su ih okružili bolivijski vojnici i ubili u studenom 1908. godine. Druge priče tvrde da su ih ubili urugvajski vojsnici dvije godine kasnije, odnosno, 1911. godine. Postoje, također, i priče da se Butch Cassidy, bilo sam ili zajedno sa Sundance Kidom, vratio u SAD te nezamječeno lutao između Meksika i Aljaske te da je naposljetku umro 1937. godine na sjeverozapadu SAD-a ili u Nevadi.

## Vanjske poveznice
- Butch Cassidy, američki odmetnik – Britannica Online (engl.)
- Butch Cassidy – biography.com (engl.)
- Butch Cassidy – uen.org (engl.)
- Butch Cassidy – mythencyclopedia.com (engl.)